# Kilpisjärvi
Kilpisjärvi (nordsamisk: Gilbbesjávri) er en bebyggelse i den nordvestlige del af Enontekiö kommune i Laplands len i Finland. Stedet havde 86 indbyggere i 2005. Kilpisjärvi ligger ved Europavej E8, lige ved grænsen til Norge. Den nærmeste bebyggelse er byen Skibotn ved Storfjorden i Norge, 43 kilometer længre mod vest. Der går bus fra Kilpisjärvi til blandt andet Tromsø, Karesuando og Rovaniemi.
Stedets beliggenhed ved den norske grænse gør, at grænsehandel for nordmænd er en vigtig del af stedets økonomi. Det mest kendte landmærke i Kilpisjärvi er fjeldet Saana.